# 涼州区
涼州区（りょうしゅう-く）は中華人民共和国甘粛省武威市に位置する市轄区。
涼州とは元来雍州を分割して成立した州であり、時代により範囲の変遷はあったが、およそ現在の甘粛省河西一帯を示す地域呼称であった。最大時には青海・寧夏・甘粛などの大部分の区域を含み、現在の武威市に相当する。現在の涼州という地名は2002年に武威市の中心区域として成立した涼州区のことを示し、その範囲は本来の涼州の意味する範囲よりはるかに狭いものとなっている。

## 行政区画
9街道、37鎮を管轄する：
- 街道弁事処
  - 東大街街道、西大街街道、東関街街道、西関街街道、火車站街街道、地質新村街街道、栄華街街道、宣武街街道、黄羊河街道
- 鎮
  - 黄羊鎮、武南鎮、清源鎮、永昌鎮、双城鎮、豊楽鎮、高壩鎮、金羊鎮、和平鎮、羊下壩鎮、中壩鎮、永豊鎮、古城鎮、張義鎮、発放鎮、西営鎮、四壩鎮、洪祥鎮、謝河鎮、金沙鎮、松樹鎮、懐安鎮、下双鎮、清水鎮、河東鎮、五和鎮、長城鎮、呉家井鎮、金河鎮、韓佐鎮、大柳鎮、柏樹鎮、金塔鎮、九墩鎮、金山鎮、新華鎮、康寧鎮

## 交通

### 鉄道
- 中国国家鉄路集団
  - 蘭張高速鉄道
    - 武威東駅

  - 蘭新線

（嘉峪関方面）- 截河壩駅 - 槐安駅 - 北河駅 - 武威駅 - 武威南駅 - 頭壩河駅 - 黄羊鎮駅 -（蘭州方面）
  - 乾武線

武威南駅 - 上腰墩駅 - 園墩駅 -（干塘方面）

### 道路
- 高速道路
  -  連霍高速道路
  -  武金高速道路（中国語版）
  -  武威環状高速道路
  -  北仙高速道路
- 国道
  - G312国道
  - G569国道（中国語版）